# Hymenoplia rugulosa
Hymenoplia rugulosa es un coleóptero de la subfamilia Melolonthinae.

## Distribución geográfica
Habita en la península ibérica (España y Portugal).